# David Charles Davies
Pour les articles homonymes, voir David Davies (homonymie) et Davies.
David Charles Davies, né le 11 mai 1826 et mort le 26 septembre 1891, est un ministre gallois non-conformiste.

## Biographie
Né le 11 mai 1826 à Aberystwyth, il est le fils aîné de Robert Davies (1790-1841). Son père est un commerçant et pionnier du Méthodisme gallois, et sa mère est une nièce de Thomas Charles de Bala. Il fait ses études dans sa ville natale par un maître d'école, John Evans, au Bala College, et à l'University College de Londres, où il obtient un B. A. en 1847 et M. A. (en mathématiques) en 1849. Il commence déjà à prêcher et, après une tournée d'évangélisation dans le Pays de Galles méridional, il occupe la chaire de l'église presbytérienne anglaise de Newtown pendant six mois et s'installe comme pasteur de l'église bilingue de Builth en 1851. Il revient à cette charge après un pastorat à Liverpool (1853-1856), la quitte à nouveau en 1858 pour Newtown, et se rend en mai 1859 à l'église galloise de Jewin Crescent, à Londres. Il y reste jusqu'en 1876 et, de cette date à 1882, bien que résidant à Bangor pour des raisons de santé, il assure la surveillance principale de l'église.
En 1888, il accepte la direction du Collège méthodiste calviniste de Trefeca, dans le Brecknockshire. Il meurt à Bangor en 1891 et est inhumé à Aberystwyth.